# Бермудес, Хесус
Хесу́с Берму́дес (исп. Jesús Bermúdez; 24 января 1902, Оруро, Боливия — 1945) — боливийский футболист, вратарь сборной Боливии на первом чемпионате мира 1930 года в Уругвае. В честь него в городе Оруро назван домашний стадион клуба «Оруро Ройяль».

## Карьера

### Клубная
Выступал за клуб «Оруро Ройяль» из города Оруро.

### В сборной
Выступал за сборную Боливии, участник ЧЮА 1926 (провёл на турнире 3 матча) и ЧЮА 1927, где вновь поучаствовал в трёх поединках с южноамериканскими сборными, а также чемпионата мира 1930 года. На том турнире он сыграл два матча и пропустил 8 голов от сборных Югославии и Бразилии — от каждой по 4 мяча.

### Матчи и пропущенные голы за сборную Боливии
| № | Дата            | Место проведения    | Соперник  | Счёт | Голы | Турнир                                  |
| - | --------------- | ------------------- | --------- | ---- | ---- | --------------------------------------- |
| 1 | 12 октября 1926 | Сантьяго, Чили      | Чили      | 1:7  | 7    | Чемпионат Южной Америки по футболу 1926 |
| 2 | 16 октября 1926 | Сантьяго, Чили      | Аргентина | 0:5  | 5    | Чемпионат Южной Америки по футболу 1926 |
| 3 | 23 октября 1926 | Сантьяго, Чили      | Парагвай  | 1:6  | 6    | Чемпионат Южной Америки по футболу 1926 |
| 4 | 30 октября 1927 | Лима, Перу          | Аргентина | 1:7  | 7    | Чемпионат Южной Америки по футболу 1927 |
| 5 | 6 ноября 1927   | Лима, Перу          | Уругвай   | 0:9  | 9    | Чемпионат Южной Америки по футболу 1927 |
| 6 | 13 ноября 1927  | Лима, Перу          | Перу      | 2:3  | 3    | Чемпионат Южной Америки по футболу 1927 |
| 7 | 17 июля 1930    | Монтевидео, Уругвай | Югославия | 0:4  | 4    | Чемпионат мира 1930                     |
| 8 | 20 июля 1930    | Монтевидео, Уругвай | Бразилия  | 0:4  | 4    | Чемпионат мира 1930                     |

Итого: 8 матчей / 45 голов пропущено; 0 побед, 0 ничьих, 8 поражений.